# دافيسبورو
دافيسبورو (بالإنجليزية: Davisboro, Georgia)‏ هي مدينة تقع في مقاطعة واشنطن، جورجيا بولاية جورجيا في الولايات المتحدة. تبلغ مساحة هذه المدينة 7.9 (كم²)، وترتفع عن سطح البحر 92 م، بلغ عدد سكانها 1544 نسمة في عام 2010 حسب إحصاء مكتب تعداد الولايات المتحدة.

## أعلام
- كولين فارينغتون

## وصلات خارجية
- Cities & Counties - Georgia.gov